# 新富士駅 (北海道)

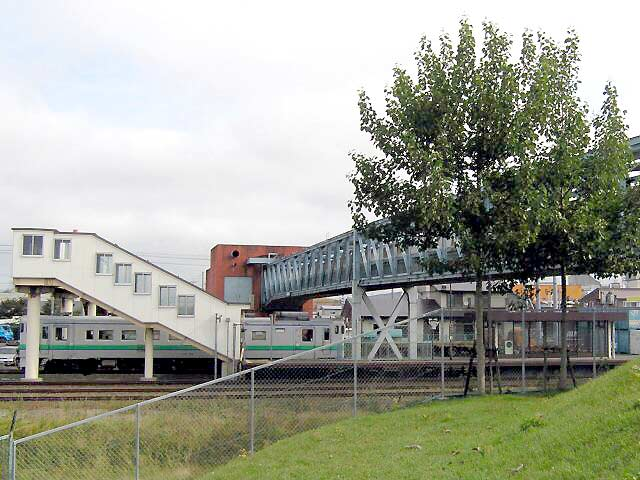
駅構内。駅の上を通るのは紙の原料である木材チップを運ぶベルトコンベアである。

新富士駅（しんふじえき）は、北海道釧路市新富士町3丁目にある北海道旅客鉄道（JR北海道）根室本線の駅である。事務管理コードは▲110436。駅番号はK52。
同所にある日本貨物鉄道（JR貨物）の駅は、釧路貨物駅（くしろかもつえき）と称する。こちらも本稿で記述する。

## 歴史

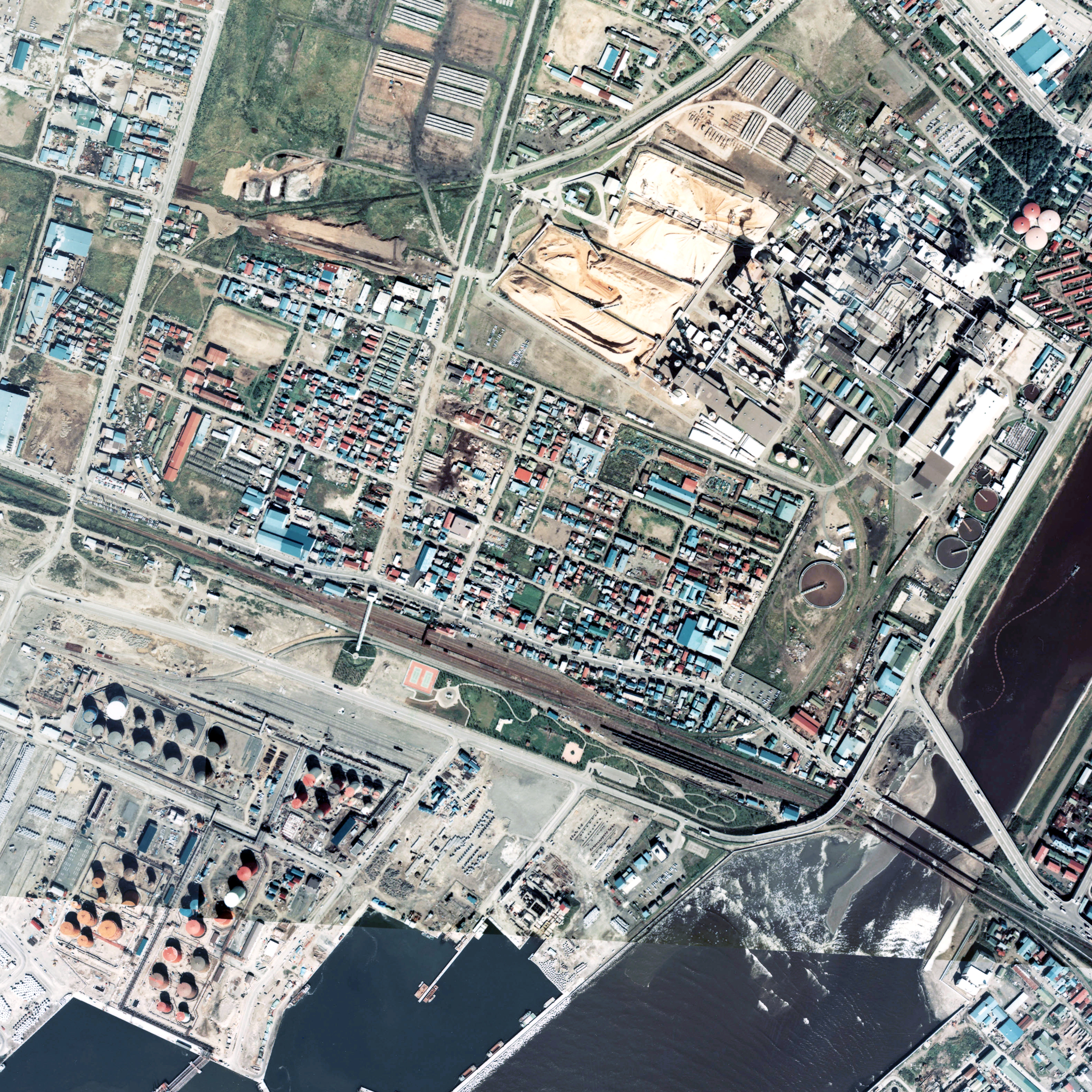
1977年の新富士駅と周囲約1.5 km範囲。右が根室方面。基本的に貨物扱いが主体の駅であったため、駅舎からホームまで本線を含めて5本の軌道を跨ぐ跨線橋で連絡している。その他駅舎横の帯広側に1本、釧路側に3本の側線がある。駅裏側にも2本の留置線があり、さらに釧路側には7本からなる操車場のヤードを有している。帯広側から分岐していた貨物支線（鳥取支線）は既に撤去されてカーブ状の軌道跡が残されている。
また鶴居村営軌道は中央左側上より駅前のT字路左角の青い屋根の民家の裏へ向けてカーブした後、道を横切り、T字路右角の民家の密集した辺りにホームを持っていた。軌道はそのまま右へ直進して、次の小道の右角の水色屋根の民家裏辺りに転車台と車庫を有していた。

富士製紙釧路工場（のちに吸収合併を経て日本製紙釧路工場、2021年〔令和2年〕廃止）の専用線を分岐させるために開業した駅である。
当初、富士製紙は原料の木材を阿寒湖畔や阿寒川上流域から阿寒川と仁々志別川を流送して工場取水口付近の陸揚網羽から、また釧路川上流からは釧路川を使って流送して、後の天寧駅の対岸付近、現在の北見団地付近に設けた陸揚網場から馬車軌道で搬入していた。また製品についても仁々志別川河口（現・新釧路川）の専用鉄橋を渡り現在の浜町臨港通とほぼ同ルートを通って釧路川河口（現・南浜町辺り）の倉庫まで馬車軌道で搬出していた。
これには莫大な時間と労力と経費が掛かった為、1921年（大正10年）6月8日に「停車場設置変更願」を鉄道省に提出するなど度重なる陳情を行い、用地及び全ての資金を富士製紙が持つ事等を条件に1922年（大正11年）12月18日に許可が出され、1923年（大正12年）12月の当駅及び専用線開設となった。これにより阿寒川流送や馬車軌道は廃止された。また同時期に、雄別炭礦鉄道が開通すると、阿寒川流域原木の搬入の為の専用線敷設を当鉄道へ申込み、大正15年5月契約締結、同年11月鳥取信号機及び専用線（鳥取岐線）1692 mの開設となった。
かつては、釧路開発埠頭線の起点として、駅の南東に小規模な操車場が置かれていた。
また、1989年（平成元年）8月には釧路東港にあった浜釧路駅の機能が移転し、コンテナホームが置かれた。

### 年表
- 1923年（大正12年）12月25日：鉄道省根室本線大楽毛駅 - 釧路駅間に開業（一般駅）[4]。富士製紙釧路工場専用線3014 m運用開始。
- 1929年（昭和4年）11月：簡易軌道（後の鶴居村営軌道）雪裡線開業。
- 1946年（昭和21年）2月10日：釧路埠頭倉庫株式会社、当駅から釧路港北埠頭へ埠頭線（後の釧路開発埠頭北埠頭線）を敷設。運用開始。
- 1948年（昭和23年）5月28日：雄別鉄道本線から製紙工場へ向かう鳥取岐線（大正15年11月運用開始）へ、当駅から鳥取支線が接続。後に両方を併せて「鳥取側線」と呼称。鶴居村営軌道と平面交差。
- 1949年（昭和24年）
  - 1月：釧路埠頭倉庫埠頭線、雑貨線及び木材線増設。貯炭場に高架桟橋設置。
  - 9月：釧路埠頭倉庫埠頭線、当駅構内にて鳥取側線と接続。雄別炭の埠頭貯炭場直送開始。
- 1951年（昭和26年）7月1日：釧路埠頭倉庫の鉄道部門を雄別炭礦鉄道に譲渡し、埠頭線（専用鉄道）となる[1]。
- 1952年（昭和27年）9月11日：雄別鉄道埠頭線、国鉄と連絡運輸開始。
- 1967年（昭和42年）8月20日：鶴居村営軌道（新富士 - 温根内）廃止。
- 1968年（昭和43年）1月21日：雄別鉄道鶴野線が開通し、鳥取側線廃止。
  - 市側からの市街地を縦断する鳥取側線廃止要求が出ていたことと、鳥取側線から雄別埠頭線への渡り線が根室本線と平面交差していたため、根室本線側の運用密度増大に対処しきれなくなってきたことから、代替として市街地から離れた場所を通り根室本線を跨ぐ鶴野線が設けられた。
- 1970年（昭和45年）4月16日：雄別炭鉱閉山により鶴野線廃止。埠頭線は釧路開発埠頭に譲渡。
- 1977年（昭和52年）12月1日：西港臨港線開通[1]。
- 1979年（昭和54年）7月15日：専用線発着を除く車扱貨物の取扱を廃止[5]。
- 1984年（昭和59年）2月1日：北埠頭線と十條・本州各専用線が廃止[1]、同時に荷物・貨物の取扱も全廃（旅客駅となる）[5]。
- 1986年（昭和61年）11月1日：駅員無配置駅となり[6]、運転取扱要員のみ配置。
- 1987年（昭和62年）4月1日：国鉄分割民営化により、国鉄の駅は北海道旅客鉄道（JR北海道）の駅となる[5]。
- 1989年（平成元年）8月1日：浜釧路駅の機能を移転して日本貨物鉄道（JR貨物）の駅が開業し、貨物の取扱を再開[5]。
- 1995年（平成7年）度：石勝線・根室線高速化工事に伴い同年度に分岐器を弾性分岐器に交換[7]。
- 1997年（平成9年）3月22日：中斜里駅との間でトラック便運行開始。
- 1999年（平成11年）9月10日：西港線廃止。
- 2011年（平成23年）3月12日：貨物駅を釧路貨物駅に改称[3][8]。

### 駅名の由来
前述の「富士製紙」に由来し、すでに東海道本線富士駅が存在していたために「新」を冠した。

## 駅構造
島式ホーム1面2線を有する地上駅。ホームの南北には貨物列車用の線路があり、構内北側にある出入口からホームへ向かうには跨線橋を使用する必要がある。列車接近ランプとブザーがある。ホームは北側から1番線・2番線となっている。旅客列車は原則として一線スルーとなっている1番線に発着し、行違う場合のみ2番線を使用する。
JR貨物の駅員が配置されているが、旅客窓口業務は行わないため、旅客営業に関しては釧路駅管理の無人駅となっている。自動券売機などは設置されていない。
当駅発着の乗車券には、東海道本線（東海道新幹線）の新富士駅と区別するため「（根）新富士」と印字される。

### のりば
| 番線 | 路線      | 方向 | 行先           |
| ---- | --------- | ---- | -------------- |
| 1・2 | ■根室本線 | 上り | 帯広・新得方面 |
| 1・2 | ■根室本線 | 下り | 釧路方面       |

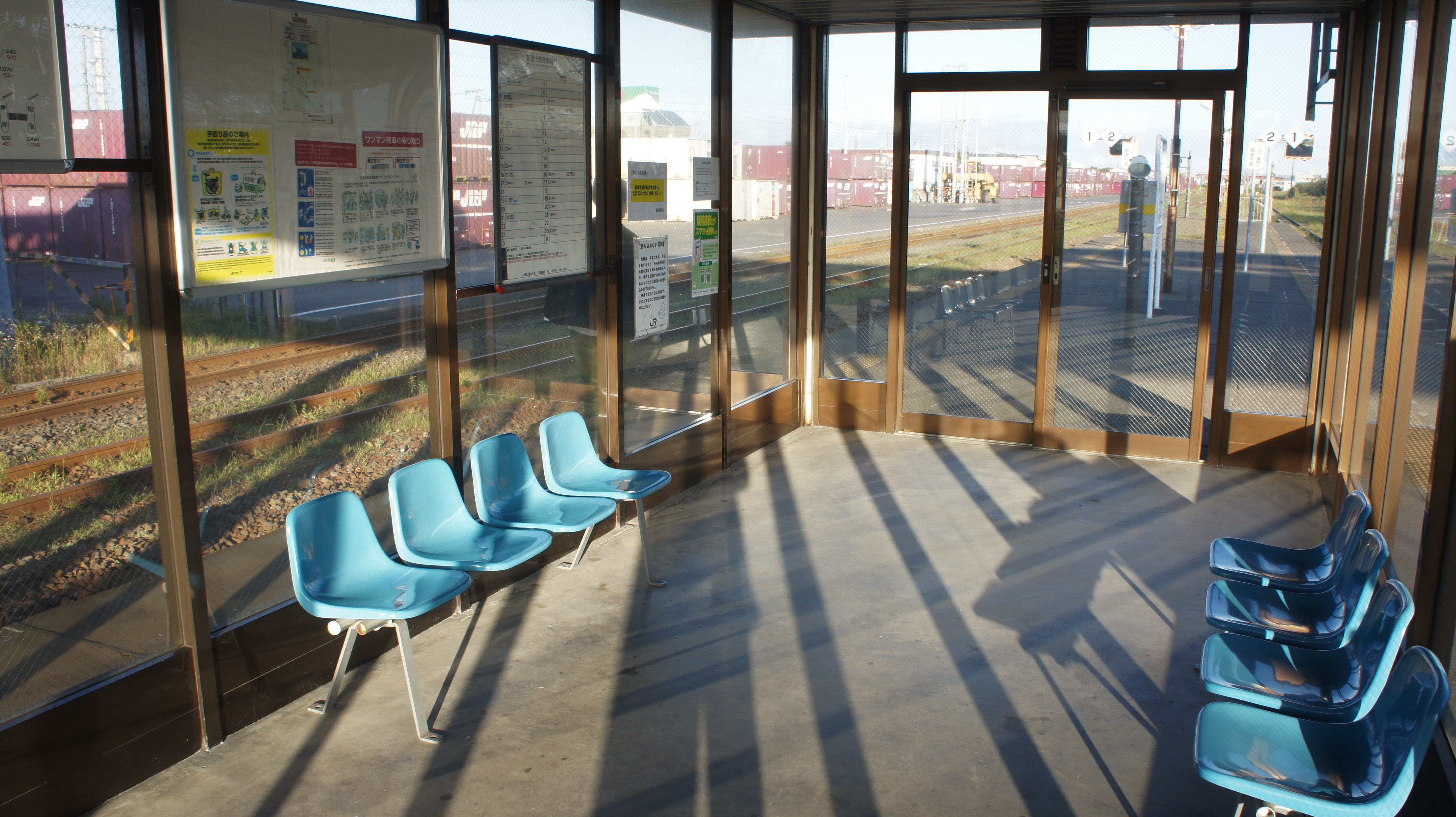
待合室（2018年9月）
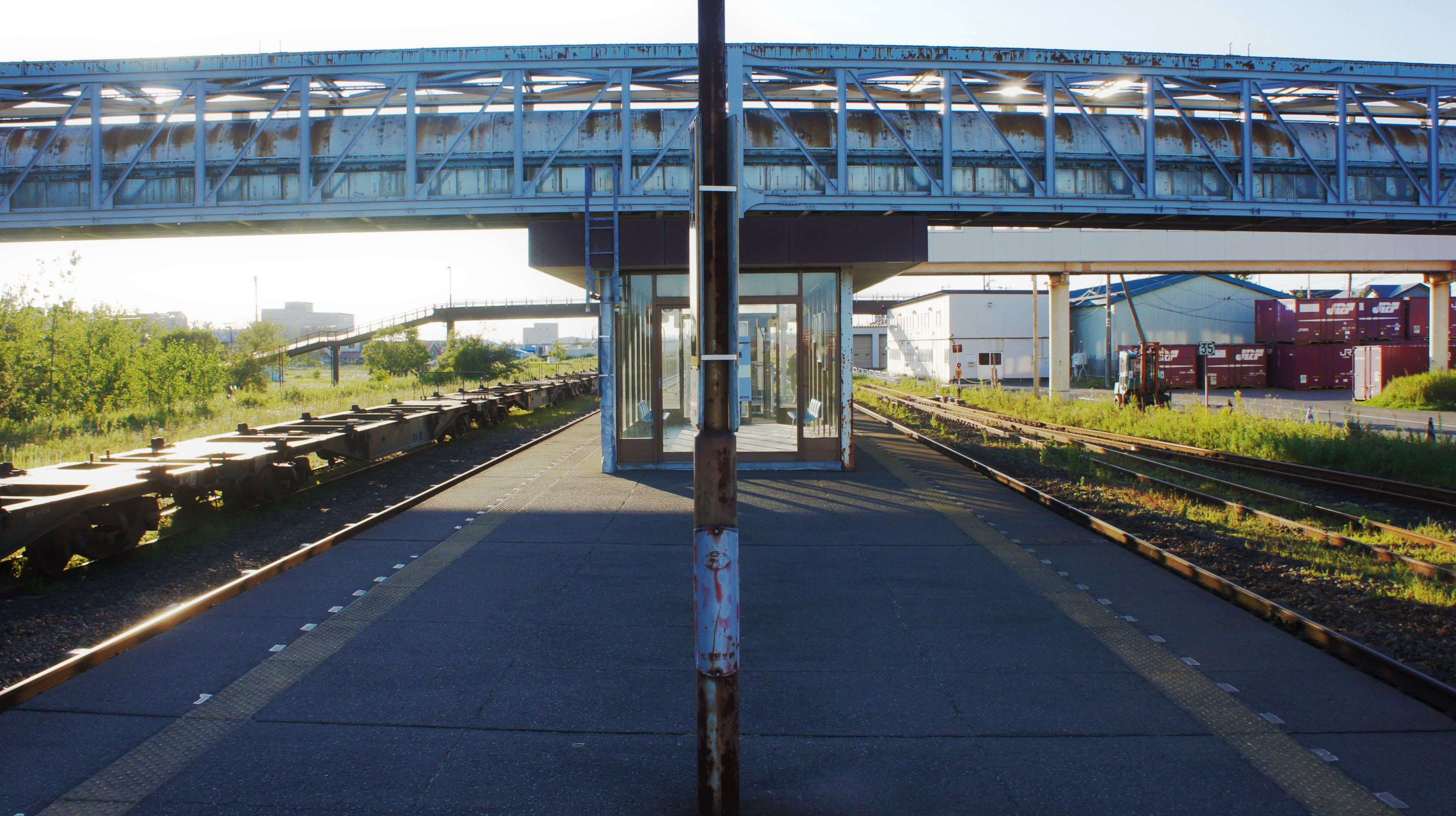
ホーム（2018年9月）
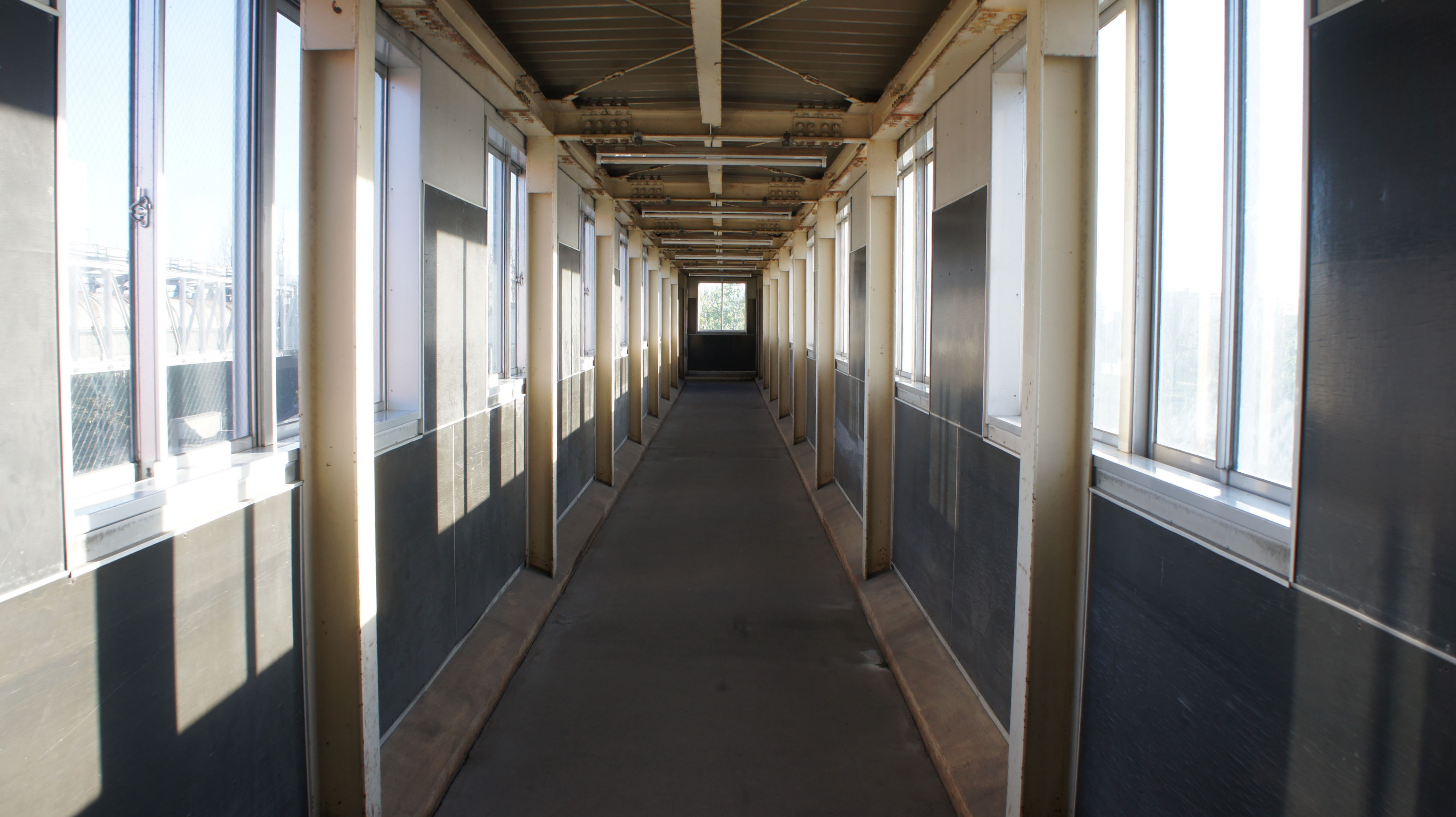
跨線橋（2018年9月）

## 利用状況
1日の平均乗降人員は以下の通りである。
| 乗降人員推移 | 乗降人員推移 |
| 年度         | 1日平均人数  |
| ------------ | ------------ |
| 2011         | 42           |
| 2012         | 56           |
| 2013         | 46           |
| 2014         | 42           |

## 釧路貨物駅
JR貨物の釧路貨物駅は、旅客駅北口の東側にある。1面1線のコンテナホームがあり、コンテナ荷役線は着発線荷役方式（E&S方式）を導入し着発線（0番線）となっている。その他、荷役線の南側にも着発線（1番線）、旅客ホーム南側に側線2線（4・5番線）がある。営業窓口のJR貨物釧路営業所が駅構内に置かれている。

### 取扱う貨物の種類

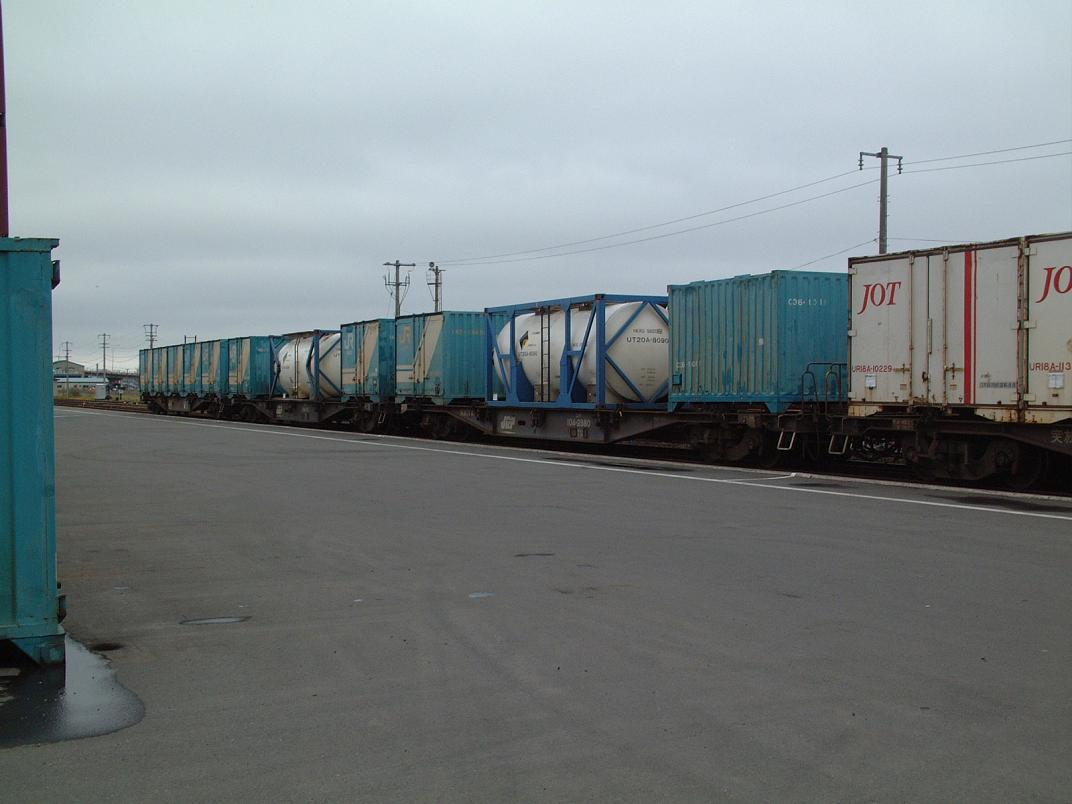
コンテナホーム（2005年5月）

当駅は、コンテナ貨物および臨時車扱貨物の取扱駅である。
コンテナ貨物は、JR規格の12 ft・20 ft・30 ftのコンテナと、ISO規格の20 ft・40 ft海上コンテナを取り扱っている。取扱品は、発送貨物では乳製品や砂糖、魚介類、紙などが主なもの。タンクコンテナによる生乳の発送も行われているほか、苫小牧貨物駅からタンクコンテナで釧路ガス向け都市ガス用液化天然ガス (LNG) が到着している。
また、産業廃棄物・特別管理産業廃棄物の取扱許可を得ており、それらが入ったコンテナの取り扱いが可能である。

### 貨物列車・トラック便
2013年3月16日現在の運行状況は以下のとおり。
コンテナ車で編成された高速貨物列車は、1日3往復帯広貨物駅・札幌貨物ターミナル駅方面との間に運行されている。専用貨物列車の発着はない。なお当駅は定期の貨物列車発着が日本最東端の駅である。
トラック便は、1日2往復中斜里オフレールステーションとの間に運行されている。

### 利用状況
「釧路市統計書」によると、近年の発着貨物の推移は以下のとおりである。
| 年度               | コンテナ貨物 | コンテナ貨物 | 車扱貨物 | 車扱貨物 | 出典   |
| 年度               | 発送         | 到着         | 発送     | 到着     | 出典   |
| ------------------ | ------------ | ------------ | -------- | -------- | ------ |
| 2006年（平成18年） | 96,404       | 68,332       | 400      | 400      | [ 10 ] |
| 2007年（平成19年） | 102,024      | 83,236       | 100      | 400      | [ 10 ] |
| 2008年（平成20年） | 113,773      | 83,417       | 1,200    | 400      | [ 10 ] |
| 2009年（平成21年） | 105,069      | 70,092       | 400      | 400      | [ 10 ] |
| 2010年（平成22年） | 110,658      | 70,832       | 400      | 400      | [ 10 ] |
| 2011年（平成23年） | 96,134       | 65,886       | 400      | 400      | [ 11 ] |
| 2012年（平成24年） | 103,272      | 66,086       | 400      | 400      | [ 12 ] |
| 2013年（平成25年） | 98,018       | 70,396       |          |          | [ 12 ] |
| 2014年（平成26年） | 98,555       | 77,657       | 400      | 400      | [ 12 ] |
| 2015年（平成27年） | 94,950       | 67,555       | 400      |          | [ 12 ] |
| 2016年（平成28年） | 80,868       | 57,444       |          |          | [ 12 ] |

## 駅周辺
駅は北海道最大の穀物の輸出入拠点である国際バルク戦略港湾の後背地に立地し、周辺には工場や流通センターが林立している。駅の上空には隣接する釧路西港から日本製紙釧路工場へチップを送るベルトコンベアとC重油を送るパイプラインが通っている。
- 国道38号（国道336号・国道392号重複）
  - 釧路新道・釧路外環状道路
- 北海道道53号釧路鶴居弟子屈線
- 北海道道113号釧路環状線
- 北海道道148号釧路インター線
- 北海道道559号新富士停車場線
- 北海道道860号釧路西港線
- 釧路警察署鳥取交番
- 釧路新富士郵便局
- 釧路西郵便局
- 釧路信用金庫西港支店
- 北洋銀行釧路十条支店
- 北海道銀行鳥取支店
- 日本通運釧路統括支店
- 日本製紙釧路工場
- 道新釧路印刷（北海道新聞社印刷工場）
- 北海道旅客鉄道釧路運輸車両所
- 日本製紙釧路発電所 - 北海道電力への売電卸。発電能力は8万8000kW。
- 釧路港湾建設事務所
- 東西オイルターミナル（ENEOS、コスモ石油の合弁）釧路油槽所
- ENEOS釧路西港油槽所
- 出光興産釧路油槽所
- ニチレイ釧路物流センター
- 釧路市中央卸売市場
- ホクレンくみあい飼料西港工場
- 全酪連釧路事務所
- 全国酪農飼料北海道支店・釧路工場
- コープさっぽろ宅配事業本部釧路センター
- セイコーマート道東地域本部
- 北海道運輸局釧路運輸支局
- 軽自動車検査協会釧路事務所
- くしろバス「新富士駅」停留所[13]

## 隣の駅
北海道旅客鉄道（JR北海道）
■根室本線
新大楽毛駅 (K51) - 新富士駅 (K52)／(貨)釧路貨物駅 - 釧路駅 (K53)

### かつて存在した路線
釧路開発埠頭
北埠頭線
新富士駅 - 北埠頭駅
西港線
新富士駅 - 西港駅
雄別鉄道
鶴野線
鶴野駅 - 新富士駅